# Cephalodella euderbyi
Cephalodella euderbyi är en hjuldjursart som beskrevs av Wulfert 1940. Cephalodella euderbyi ingår i släktet Cephalodella och familjen Notommatidae. Arten är reproducerande i Sverige. Inga underarter finns listade i Catalogue of Life.